# Semberija
Semberija je regija u Bosni i Hercegovini koja se nalazi na sjeveroistoku države tj. između rijeka Save i Drine te planine Majevice. Tlo je plodno što je povoljno za razvoj poljoprivrede. Najveća općina na prostoru ove regije je Bijeljina.
Ime Semberije vjerojatno je ugarskog podrijetla i pretpostavlja se da je iz razdoblja nakon 12. stoljeća kada je ovo područje povremeno bilo pod vlašću Mađarske. Semberija se prvi put spominje 1533. tijekom osmanlijske vladavine. Semberijski kraj bogate je katoličke prošlosti. S osmanskom vlašću Bijeljina i okolica gube katoličko pučanstvo iseljavanjem i progonom hrvatskog puka (1463. – 1878.). U Semberiji je bilo i bogumila, od kojih su ostale nekropole stećaka. Kraj je u osmanskim vremenima pripao Zvorničkom sandžaku. U prvoj i drugoj Jugoslaviji nastavljen odljev Hrvata.